# Hermann VI de Bade-Bade
Hermann VI de Bade-Bade (allemand: Hermann VI. von Baden) (né en 1226 - † 4 octobre 1250) fut co-margrave de Bade-Bade (avec Rodolphe Ier de Bade-Bade, son frère) et margrave titulaire de Vérone de 1243 à 1250, duc de Carinthie, duc nominal de Styrie et d'Autriche de 1248 à 1250.

## Biographie
Hermann VI de Bade-Bade appartint à la première branche de la Maison de Bade. Fils de Hermann V de Bade-Bade et d'Irmingarde du Rhin (* vers 1200 - † 1260).
Hermann VI de Bade-Bade épouse, en 1248, Gertrude de Babenberg (* 1226 - † 1299), fille de Henri Ier d'Autriche, Dynastie de Babenberg).Dans la corbeille nuptiale, Gertrude d'Autriche apporta à son époux, Hermann, les duchés d'Autriche et de Styrie. Deux enfants sont nés de cette union :
- Frédéric Ier de Bade-Bade (* 1249 - † 1268), co-margrave de Bade-Bade ;
- Agnès (* 1250 - † 1295, en 1263, elle épouse Ulrich III de Carinthie, veuve en 1269, elle épouse, en 1270, Ulrich II d'Heunburg († 1308).

## Sources
- Anthony Stokvis, Manuel d'histoire, de généalogie et de chronologie de tous les États du globe, depuis les temps les plus reculés jusqu'à nos jours, préf. H. F. Wijnman, Israël, 1966, Chapitre VIII. « Généalogie de la Maison de Bade, I. »  tableau généalogique no 105.
- Jiří Louda & Michael Maclagan, Les Dynasties d'Europe, Bordas, Paris 1981  (ISBN 2040128735) « Bade Aperçu général  », Tableau 106 & p. 210.